# Zhang Ning
Zhang Ning, född 19 maj 1975, är en kinesisk idrottare som tog guld i badminton vid olympiska sommarspelen 2004 och olympiska sommarspelen 2008.

## Olympiska meriter

### Olympiska sommarspelen 2008
| Namn           | Gren   | 32-delsfinal | 16-delsfinal                       | 8-delsfinal              | Kvartsfinal                   | Semifinal                     | Final                           | Final |
| Namn           | Gren   | Resultat     | Resultat                           | Resultat                 | Resultat                      | Resultat                      | Resultat                        | Plats |
| -------------- | ------ | ------------ | ---------------------------------- | ------------------------ | ----------------------------- | ----------------------------- | ------------------------------- | ----- |
| (2) Zhang Ning | Singel |              | Ponsana (THA) W 21-23, 21-17, 21-7 | Jun (KOR) W 21-11, 21-12 | Pi (FRA) W 21-8, 19-21, 21-19 | Yulianti (INA) W 21-15, 21-15 | Xie (CHN) W 21-12, 10-21, 21-18 |       |